# Villargoix
Villargoix är en kommun i departementet Côte-d'Or i regionen Bourgogne-Franche-Comté i östra Frankrike. Kommunen ligger i kantonen Saulieu som tillhör arrondissementet Montbard. År 2022 hade Villargoix 144 invånare.

## Befolkningsutveckling
Antalet invånare i kommunen Villargoix
Referens:INSEE